# Пішково (Нерчинський район)
Пішко́во (рос. Пешково) — село у складі Нерчинського району Забайкальського краю, Росія. Адміністративний центр Пішковського сільського поселення.

## Населення
Населення — 476 осіб (2010; 506 у 2002).
Національний склад (станом на 2002 рік):
- росіяни — 99 %